# Al-Aswad Al-Ansi
Al-Aswad Al-Ansi, conocido como Abhala bin K'ab, fue un líder de la tribu Al-ansi y falso profeta. Vivió en Yemen a principios del siglo VII y proclamó su profecía al final de la vida del profeta islámico Mahoma. Era conocido como el profeta con velo, pues solía cubrir su rostro para crear un aura de misterio. Aswad afirmó haber recibido inspiración divina en forma de palabras, de la misma manera que Mahoma, y se registra que las recitaba a sus seguidores.

## Historia
Aswad era un apóstata que se había declarado a sí mismo profeta cuando Mahoma enfermó después de su peregrinación final a La Meca. Entonces invadió Naŷrán y Yemen. Atacó Saná y el gobernador yemenita Shahr y el hijo de Badhan fueron muertos en batalla contra Aswad, que se casó con la viuda de Shahr y se declaró nuevo gobernante de Yemen. Después de su invasión del Yemen, cambió su título de "Profeta de Dios" por el de "Rahman", "El más Misericordioso". Su mandato fue de corta duración. Fayruz al-Daylami, un persa musulmán, atacó a Aswad con su ejército y lo mató. Al enterarse de la muerte de Mahoma, los seguidores de Aswad continuaron la rebelión bajo el liderazgo de Qais bin Abd Yaghus. Fayruz los derrotó y ellos se rindieron junto con su líder.